# 1256
Évszázadok: 12. század – 13. század – 14. század
Évtizedek: 1200-as évek – 1210-es évek – 1220-as évek – 1230-as évek – 1240-es évek – 1250-es évek – 1260-as évek – 1270-es évek – 1280-as évek – 1290-es évek – 1300-as évek
Évek: 1251 – 1252 – 1253 – 1254 –  1255 – 1256 – 1257 – 1258 – 1259 – 1260 – 1261

## Események

### Határozott dátumú események
- január 28. – II. Vilmos német király elesik a frízek elleni csatában. (Halála után 17 éves interegnum következik, ami a német-római császárság teljes leromlását jelenti.)
- április 13. – IV. Sándor pápa kiadja az Ágoston rend megalakításáról szóló pápai bulláját.
- december 15. – Hülegü kán serege elfoglalja Hassasin erődjét, befejezve Perzsia meghódítását. (Megalapítja az Ilhánok dinasztiáját, mely 1335-ig uralja Perzsiát.)
- december 16. – IV. Béla király kiváltságlevelet ad ki az esztergomi Szent Adalbert főszékesegyház számára, amelyben – az ismert dokumentumok közül elsőként – a Szent Korona kifejezés előfordul.

### Határozatlan dátumú események
- október – Hülegü mongol kán serege legyőzi a Rúmi Szeldzsuk Szultanátus seregét és elfoglalja Anatóliát.
- az év folyamán –
  - Lviv (ma Ukrajna) városának alapítása.
  - II. Theodórosz nikaiai császár Trákia visszahódításával sikeresen fejezi be egy évvel korábban megkezdett, Bulgária elleni hadjáratát.
  - Felszentelik a jáki templomot.[1]
  - Benedek esztergomi érsek nemzeti zsinatot tart Esztergomban.[2]

## Születések
- Robert de Clermont, IX. Lajos francia király fia, Clermont-en-Beauvaisis grófja, a Bourbon-ház őse († 1317)
- Szent Gertrúd

## Halálozások
- január 28. – II. Vilmos német király (* 1227 körül)